# Danser for dig
Danser for dig er en dansk kortfilm fra 2014 instrueret af Sofie Holm, Johanne Trøjgaard, Ea Fauerby, Freja Grooss og Katrine Lindorf.

## Handling
Da en ung pige mister sin mor, som var kendt balletdanserinde, mister hun også sin livsgnist. Via minder fra sin mor finder hun sig selv i balletten og får derved glæden tilbage.